# كلارنس بردسآي
كلارنس بردسآي (بالإنجليزية: Clarence Birdseye)‏ هو عالم وأول من أنشأ الصناعات الغذائية المجمدة. كان معروفاً بحبه الشديد للعلوم الطبيعية والأستطلاع والحشرات. قام بدراسة علم الأحياء في جامعة أمهيرست. ورغم أنه كان طالباً متوسطاً إلا إنه حصل علي درجات عالية في مادة العلوم. لكن بسبب الظروف المالية التي تعرضت لها أسرته, أجبر علي ترك الجامعة في سنته الثانية. ذهب برديسي للعمل في وزارة الزراعة الأمريكية وأراد أن يعمل في وظيفة باحث طبيعي ميداني لدي الحكومة الأمريكية.

## إلهامه
في عام 1912م عندما كان في شمال كنداً في بعثة محاصرة الدببة في لبرادور, شاهد السكان الأمريكيين الأصليين وهم يقومون بصيد السمك. فكانت السمكة تتجمد بسرعة هائلة بسبب الهواء شديد البرودة بمجرد خروجها من الماء. فأدرك أن التجميد السريع هو الحل الأنسب لمشكلة الطعام الفاسد, فقرر إنشاء مصنع للصناعات الغذائية المجمدة.

## الأساس العلمي علي إكتشافه
يتكون الثلج من الماء, فعندما يتجمد الماء يأخذ شكل بلورات سداسية الشكل كبيرة الحجم. فعندما يتجمد الطعام ببطء تتكون هذه البلورات السداسية مما يُؤَدِّي إلى إختراق الجزء الداخلي من الطعام. وعندما يذوب الثلج يكون الجزء الخارجي من الطعام قد تَفَتَّت مما يؤدي إلي فساد الطعام بسرعة. لكن التجميد السريع يؤدي إلي تكوين بلورات الثلج بحجم أصغر فلا تخترق الجزء الداخلي من الطعام وتحافظ علي الجزء الخارجي منه أيضاً, فعندما يذوب الثلج لا يتأثر الجزء الخارجي من الطعام وبالتالي لم يتأثر الجزء الداخلي أيضاً فيظل الطعام سليماً.

## بناء أول مصنع للصناعات الغذائة المجمدة
كان بناء مصنع لتصنع الأغذية المجمدة تحدياً كبيراً علي برديسي. فلم يكن هنا ثلاجات إلا في المتاجر الكبيرة وكان عليه أن يقوم بتجميد الطعام بدرجة حرارة منخفضة جداً لمنعه من الذوبان, أثناء أنتقاله في الطريق إلي المتاجر. بدأ العمل في عام 1912م لإنشاء أول مصنع للصناعات الغذائية المجمدة. وفي عام 1923م قام بإختراع أول آلة لتجمد الطعام. وفي عام 1930م قام بتطوير الآلة التي أخترعها لتجمد الطعام بشكل أسرع مع إبقاء الطعام مجمداً لفترة أطول, ليُنقل إلى المسافات البعيدة. كان الطعام المجمد الذي كان يُصَنَّع في مصنع كلارنس بردسآي يأخذ شكل قالب مجمد.

## وفاته
توفي كلارنس بردسآي في 7 أكتوبر 1956م بنوبة قلبية في فندق جراميرسي بارك عندما كان عمره 70 عاماً. وحُرِقَت جثته ونثر رماده في البحر المقابل علي سواحل جلوستر وماساتشوستس.